# 紀元前137年
紀元前137年（きげんぜん137ねん）は、ローマ暦の年である。

## 他の紀年法
- 干支 : 甲辰
- 日本
  - 開化天皇21年
  - 皇紀524年
- 中国
  - 前漢 : 建元4年
- 朝鮮
  - 檀紀2197年
- 仏滅紀元 : 408年
- ユダヤ暦 : 3624年 - 3625年

## できごと

### ローマ
- Eunus of Apamea（英語版）に率いられた奴隷がシチリアでローマ帝国に対して反乱を起こした。
- スペインのクァエストルであるティベリウス・グラックスが、奴隷の労働力を利用した農業の問題に気づいた。
- バレンシアが建設された。
- ヌマンシア戦争が始まり、グナエウス・ポンペイウスとM. Papilius Laenasが敗れた。

## 誕生
- ルキウス・コルネリウス・スッラ

## 死去
- ドゥッタガーマニー：スリランカの王
- 趙佗：南越の王